# Baskina (spódnica)

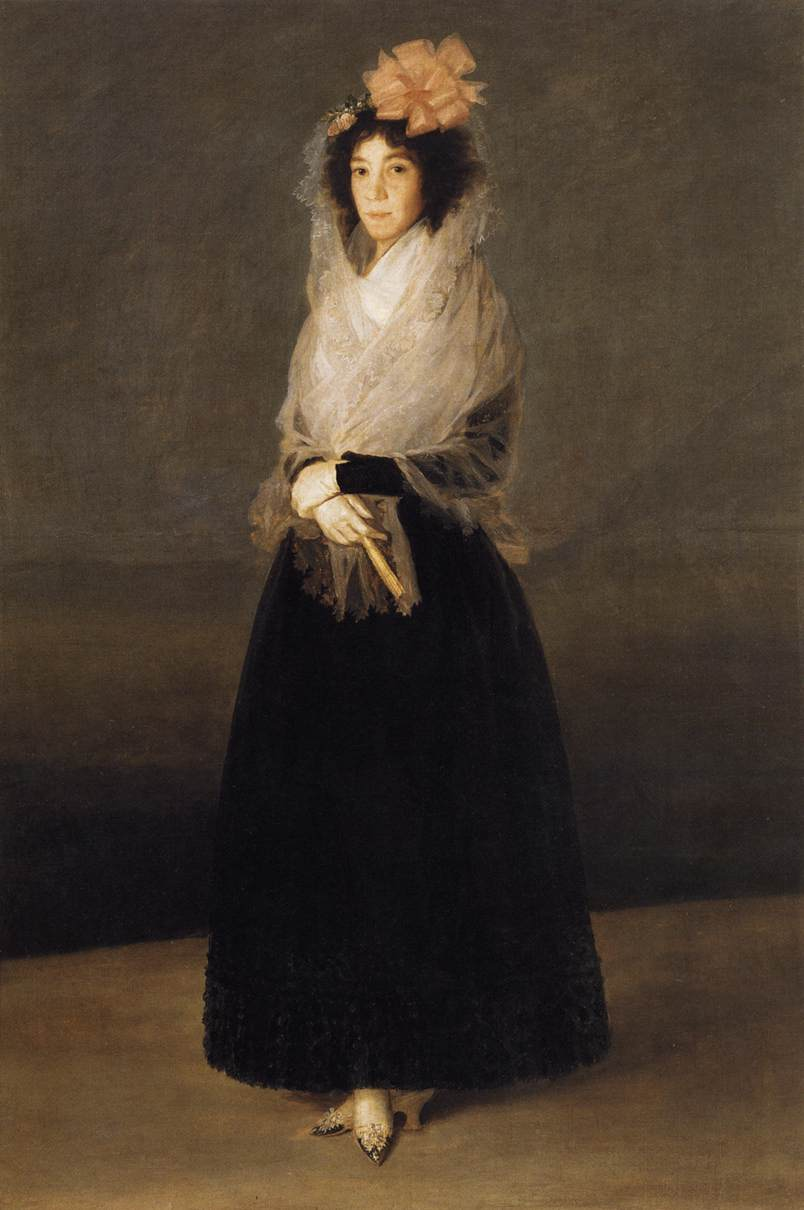
Markiza de La Solana w czarnej, plisowanej baskinie haftowanej dżetami, Goya, 1794–1795

Baskina – rodzaj szerokiej spódnicy noszonej przez kobiety w Hiszpanii od XVI do XIX w., zwykle w czarnym kolorze.
Baskina była używana jako zewnętrzna spódnica, którą nakładano na ubranie, wychodząc z domu. Używana zwłaszcza przy ważnych okazjach, ceremoniach i aktach religijnych. Była powszechna zarówno w strojach dworskich, jak i ludowych. Spódnica była zwykle marszczona w talii i miała podszewkę, chociaż z czasem zmieniała swój kształt, materiał, zdobienia i zastosowanie. W XVIII wieku szyto baskiny z adamaszku lub różnych rodzajów owczej wełny, a rzadziej z tafty, jedwabiu, czy wełny wielbłądziej. Z biegiem czasu zaczęto dodawać frędzle o różnych szerokościach i aksamitne wstążki.
Noszenie baskiny stało się popularne i dostępne dla kobiet z wszystkich klas społecznych. Utrzymywało się aż do końca XIX wieku (w tym okresie baskiną nazywana była czarna wyjściowa spódnica). Baskina jest uważana za podstawowy element hiszpańskiego stroju narodowego, składającego się zazwyczaj ze spódnicy, dubletu i mantyli.